# Duo (neboderi)
Neboderi Duo, (fr. Tours Duo) dva su nebodera u izgradnji, smještena u 13. pariškom okrugu.
U njemu će biti smješteni uglavnom uredi, u kojima će biti sjedište banke Natixis (BPCE Group), ali i hotel, restoran, bar s panoramskom terasom s pogledom na Pariz, te trgovine.
Kada bude dovršen, neboder Duo br. 1, visine 180 m, bit će treća najviša zgrada u Parizu. 
Radovi su započeli krajem ožujka 2017. godine, Dovršetak gradnje predviđen je za 2021. godinu.